# Контакты… конфликты…
«Контакты… конфликты…» («Контакты и конфликты», «Контакты… конфликты») — советский мультипликационный сатирический сериал Ефима Гамбурга по рассказам Михаила Жванецкого.
Всего было снято четыре выпуска:
1. «Контакты… конфликты…» (1984) — 17 мин.
2. «Контакты… конфликты…: Выпуск 2» (1985) — 10 мин.
3. «Контакты… конфликты…: Выпуск 3» (1986) — 9 мин.
4. «Контакты… конфликты…: Выпуск 4» (1987) — 10 мин.

Художник-постановщик всех фильмов Игорь Макаров, второго — также Илья Березницкас.
Все выпуски за кадром озвучены Жванецким, в последнем выпуске различных персонажей озвучивают также Роман Карцев и Виктор Ильченко. В первом выпуске песни композитора Павла Овсянникова на стихи Юрия Энтина поют Жанна Рождественская и Николай Караченцов, в остальных — только Николай Караченцов.

## Отзывы
В 1980-е годы завоёвывают популярность полнометражная фантастическая картина Р. А. Качанова «Тайна третьей планеты» (1981), цикл «Возвращение блудного попугая» 1984—88), начатый В. А. Караваевым, сатирический цикл Е. А. Гамбурга «Контакты… Конфликты…» (1984—87)— Георгий Бородин

## Награды
- На 1-й церемонии кинопремии «Ника» в 1988 году мультсериал был номинирован в категории «Лучший мультипликационный фильм».